# Ray Butler

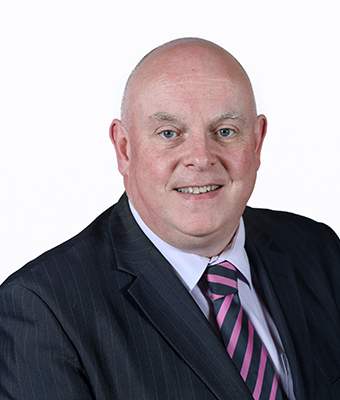
Ray Butler (2015)

Raymond „Ray“ Butler (* 30. Dezember 1965 in Kells, County Meath) ist ein irischer Politiker der Fine Gael (FG).

## Leben
Ray Butler wuchs im County Meath auf und war lange selbstständig. 2009 wurde er in den Meath County Council gewählt. Bei den Wahlen zum Dáil Éireann 2011 konnte er im Wahlkreis Meath West genügend Stimmen für einen Sitz im Dáil Éireann gewinnen und zog als Teachta Dála in das Unterhaus ein. Bei den Wahlen 2016 verlor er seinen Sitz wieder. 2016 wurde er vom Taoiseach für den Seanad Éireann benannt. 2020 schied er dort aus. 
Ray Butler ist seit 1995 mit Marie verheiratet, mit der er vier Kinder hat.